# Armadillidium laconicum
Armadillidium laconicum là một loài chân đều trong họ Armadillidiidae. Loài này được Strouhal miêu tả khoa học năm 1938.